# TEM (měna)
TEM je alternativní měna (místní výměnný obchodní systém), která vznikla kolem roku 2010 v řeckém městě Volos. Příčinou vzniku byly světová ekonomická a řecká dluhová krize. Pomocí této digitální měny lidé směňují to, co mají či umí, za lokální zboží či služby, které potřebují. Zakladateli jsou Giannis Grigorou a Christos Papaioannou. V roce 2012 bylo do systému zapojeno přes 800 členů.